# Mario Vellani
Mario Vellani (Modena, 12 agosto 1921 – Modena, 17 maggio 2021) è stato un giurista italiano, studioso del diritto processuale civile.

## Biografia
È stato professore di diritto processuale civile, materia in cui ha pubblicato diverse opere. Nel 1956, diventa docente in diritto processuale civile, materia che insegna presso l'università di Macerata dal 1965 al 1981. Terminata l'esperienza di insegnamento presso la sede marchigiana, Vellani ritorna presso la propria città natia, ricoprendo il medesimo incarico presso la locale università. Svolge l'incarico di rettore dell'università di Modena dal 1º novembre 1984 al 31 ottobre 1993. Durante tale incarico, nel 1990, inaugura la facoltà di ingegneria dedicata a Enzo Ferrari e trasferisce la facoltà di economia in una nuova sede.

## Opere

### Monografie
- La liquidazione del compenso al consulente tecnico, n. 86 delle Pubblicazioni della Facoltà di Giurisprudenza dell'Università di Modena, Bologna, 1953, pp. 56.
- La conversione del sequestro conservativo in pignoramento, n. 8 dei Quaderni dell'Associazione fra gli studiosi del processo civile, Milano, 1955, pp. 262.
- Appunti sulla natura della cosa giudicata, n. 15 dei Quaderni dell'Associazione fra gli studiosi del processo civile, Milano, 1958, pp. 138 (tradotto in lingua spagnola dal prof. Santiago Sentís Melendo nella collezione «Ciencia del proceso», 1963).
- Il pubblico ministero nel processo, I, Profilo storico, Bologna, 1965, pp. 466;  II, Il diritto italiano vigente, Bologna, 1970, pp. 705, Pubblicazioni della Facoltà di giurisprudenza dell'Università di Modena, n. s. 41-44, 62-65.
- Le controversie in materia di lavoro e di equo canone (Lineamenti generali), Milano, 1990, pp. 91.
- (ES)  Naturaleza de la cosa juzgada, con  Fabían Mondragón Pedrero, Messico, Jurídica Universitaria, 2001. ISBN 9968380334.

### Manuali
- Enrico Redenti e Mario Vellani, Lineamenti di diritto processuale civile, Milano, A. Giuffrè, 2005, ISBN 88-14-11675-X. 344 pp.
- Enrico Redenti e Mario Vellani, Diritto processuale civile, Milano, A. Giuffrè, 2011, ISBN 88-14-15633-6. 914 pp. In collaborazione con Carlo Vellani.